# Monte Alice Gade
Il Monte Alice Gade (in lingua inglese: Mount Alice Gade) è una massiccia montagna antartica, per lo più coperta di ghiaccio e alta 3.400 m, che delimita l'estremità nordorientale del Rawson Plateau, nei Monti della Regina Maud, in Antartide. 
Fu scoperta nel novembre 1911 dall'esploratore polare norvegese Roald Amundsen durante la sua spedizione antartica che mirava a raggiungere il Polo Sud (1910-1912). 
La denominazione fu assegnata dallo stesso Amundsen in onore di Alice Garfield King Gade, moglie del diplomatico norvegese e console generale in Brasile, Fredrik Herman Gade (1871-1943) (fratello di John Allyne Gade), che era stato un forte sostenitore della spedizione.